# Русский подорожник
«Русский подорожник» — четвёртый студийный альбом группы «25/17», выпущенный 13 сентября 2014 года.

## Список композиций
| №   | Название                                          | Длительность |
| --- | ------------------------------------------------- | ------------ |
| 1.  | «Подорожник п.у. Дмитрий Ревякин»                 | 3:18         |
| 2.  | «Под цыганским солнцем»                           | 3:28         |
| 3.  | «Чернотроп»                                       | 3:51         |
| 4.  | «Поезд»                                           | 3:28         |
| 5.  | «Горький туман»                                   | 3:51         |
| 6.  | «Волчонок»                                        | 3:21         |
| 7.  | «Облако»                                          | 3:25         |
| 8.  | «Последний из нас»                                | 3:32         |
| 9.  | «Думай сам»                                       | 4:11         |
| 10. | «Зима-мама»                                       | 3:11         |
| 11. | «Девятибально п.у. Константин Кинчев и Антон Пух» | 3:26         |
| 12. | «Отец»                                            | 3:15         |

## История выхода альбома
27 июня 2014 года, на концерте посвящённом 50-летию Дмитрия Ревякина, лидера группы Калинов Мост, состоялась премьера совместной песни «Подорожник».
С 10 июня по 10 июля группой была проведена благотворительная акция. В течение месяца каждый желающий в одной московской чайной мог заказать чайную церемонию на двоих, и в это время прослушать в наушниках готовящийся к выходу альбом. Все вырученные средства поступили на счёт благотворительного фонда Егора Бычкова «Живи, малыш». По итогам акции в благотворительный фонд было переведено 100 000 рублей.
2 июля 2014 года альбом «Русский подорожник» стал доступен для предзаказа в iTunes Store, где на следующий день занял первое место по продажам в категории «Альбомы». По итогам продаж с 30 июня по 6 июля альбом вошёл в ТОП-10, заняв 9 место. 12 августа альбом занимал 7-ю строчку в ТОП-10 «Альбомы». В первых числах сентября альбом вновь занял первое место по продажам в iTunes Store.
13 сентября 2014 года альбом стал доступен для скачивания в iTunes Store.
17 сентября «Русский подорожник» появился на Google Play, где в первые дни после начала продаж также занял первое место в топ-чарте.
20 сентября в Минске состоялась концертная премьера «Русского подорожника», группа начала тур в поддержку вышедшего альбома.
За период с 15 по 21 сентября альбом продолжал лидировать в альбомном чарте iTunes.
26 сентября группа выложила альбом на своём сайте в свободном доступе.

## Участники
- Андрей Бледный — вокал.
- Антон Завьялов — вокал.
- Богдан Солодовник — бас-гитара.
- Рустам Мунасипов — гитара.
- Павел Черногородов — гитара.
- Тарас Андреев — ударные.

Приглашённые музыканты
- Дмитрий Ревякин — вокал (1-й трек).
- Константин Кинчев — вокал (11-й трек).
- Антон «Пух» Павлов — вокал (11-й трек).

## Видео
Выходу альбома предшествовали три видеотрейлера. Первый трейлер появился в мае, в августе группа выложила в сети ещё два.

Для каждой песни с альбома был снят свой видеоклип. Съёмки проходили с апреля по сентябрь 2014 года. Начиная с 1 сентября группа начала выкладывать в сеть по одному клипу в день. По задумке музыкантов видеоклипы составили своеобразный мини-сериал.
Каждый день группа публикует одно новое видео на песни из своего альбома. Это такая мощная штука складывается, что я такого на своей памяти не припомню: и по песням, и по клипам. Не пропустите.— Михаил Козырев
Накануне премьеры первого видео, зрителям был представлен «Ключ» (клип № 0) — текстовый ролик, озвученный Вадимом Демчогом:

Подоро́жник
Многолетняя сорная трава с широкими листьями и мелкими цветами в соцветиях в виде колоса, растущая преимущественно около дорог. Используется в народной медицине как противовоспалительное средство.
Символ «проторённого пути», тропы, проложенной толпами верующих к Христу, олицетворяет путь Христа.
В русских былинах подорожник — разбойник на большой дороге, грабящий и убивающий путников.

1. «Подорожник», режиссёр Юлия Ауг. В клипе снимались: Зоя Бербер, Дмитрий Ревякин, Валентина Ананьина, а также Захар Прилепин и его товарищи[15].
2. «Под цыганским солнцем», режиссёр Юлия Ауг. В клипе снимались: Полина Ауг, герои известные по фильму «Околофутбола» (Евгений Березин), а также питерский боец Алексей «Лакост» Мартынов[14].
3. «Чернотроп», режиссёр Семён Шорохов. В клипе снимались: Сергей Мурзин, а также сами участники группы «25/17» — Андрей Позднухов и Антон Завьялов.
4. «Поезд», режиссёр Андрей Давыдовский. В клипе снимались: Алексей Вертков.
5. «Горький туман», режиссёр Юлия Ауг.
6. «Волчонок», режиссёр Юлия Ауг. В клипе снимались: Захар Прилепин, Сергей Бадюк.
7. «Облако», режиссёр Юлия Ауг. В клипе снимались: Зоя Бербер, Сергей Бадюк.
8. «Последний из нас», режиссёр Юлия Ауг. В клипе снимались: Денис Шведов, Вадим Демчог.
9. «Думай сам», режиссёр Александр Велединский. В клипе снимались: Андрей Мерзликин.
10. «Зима-мама», режиссёр Андрей Давыдовский. В треке были использованы сэмплы из песни «Russian winter» («Lena») венгерской рок-группы Omega.
11. «Девятибально», режиссёр Юлия Ауг. В клипе снимались: Константин Кинчев, Антон «Пух» Павлов и сами участники группы «25/17». В видеоклип вошли работы художника Павла Пухова.
12. «Отец», режиссёр Юлия Ауг. В клипе снимались: Юрий Лопарёв,Сергей Бадюк.

## Рецензии, отзывы
Альбом очень советую послушать, это очень честно, убедительно и музыкально. Молодцы они. Как говорит Андрей Бледный, «мы теперь уже не рэперы, а рокеры, старики нас посвятили».— Дмитрий Ревякин

Составить впечатление об альбоме за одно прослушивание трудно. И пусть я потом ещё трижды изменю своё мнение, за раз оно такое — это ещё один отличный релиз 25/17. Авторам кажется, что он во многом другой, так они говорят. Нет, не другой, разве что поворот от русского рэпа к русскому року состоялся окончательно и звук стал чуть ближе к сайд-проекту Лед 9. Этому подтверждением и то, что DJ Navvy больше не будет участвовать в концертах группы — музыка больше не требует наличия хип-хоп диджея.— Руслан Муннибаев, «The Flow»

Это качественно иная музыка и иной уровень творчества — относить его к какому-то направлению, давать определения — будет не совсем умно…
Результатом прослушивания «Русского Подорожника» для меня стал маленький такой катарсис. Все песни на «РП» последовательно и подробно рассказывают одну историю. Сагу. И это сага о русском пути. Который, как известно, есть дорога в поисках Бога. Через буреломы и болота — но вперед и вверх. К свету. «25/17» проходят этот путь и рассказывают о своем путешествии слушателям.
— Сергей «Спайкер» Сакин, «Ридус»

Это будет лучшая пластинка этого года, я её слушал, я точно знаю.
— Захар Прилепин

В русском рэпе Бледный и Ант давно на первых ролях, а сейчас выходят на первые роли в русском роке. Если консервативные любители рока могли до сих пор игнорировать «25/17» и высокое мнение рокеров-мэтров об этой группе, отгораживаясь жанровыми рамками, то теперь такое самообкрадывание будет выглядеть совсем уж странно.
— Сергей Рязанов, «Аргументы недели»
- В январе 2014 года сайт rap.ru включил «Русский подорожник» в число самых ожидаемых альбомов года[20].
- В сентябре «Комсомольская правда» назвала «Русский подорожник» «Альбомом месяца»[7].
- Алексей Мажаев (агентство InterMedia), дав альбому оценку 4 звезды из 5, назвал его «масштабным» и «концептуальным». Критик отметил как «близкое к идеальному» сочетание пения и речитатива. В своей рецензии Алексей Мажаев также дал положительную оценку и снятым для альбома видеоклипам: «все клипы получились важными, обязательными для просмотра, неслучайными»[21].
- Музыкальный обозреватель «Российской газеты» Александр Алексеев замечает, что альбом нужен и интересен, как для рокеров, так и для рэперов, и пишет в своей рецензии: «мелодии трогают сердце, стихи заставляют задуматься»[22].
- Борис Барабанов, музыкальный обозреватель газеты «КоммерсантЪ», назвал «Русский подорожник» как «фильм года», «режиссёр года», лучшие актёрские работы и лучшие стихи[23], и подытожил:

25/17 ближе к вере и правде, чем кто-либо ещё
- Портал The Flow признал «Русский подорожник» лучшим русскоязычным альбомом 2014 года[24].